# Calamus griseus
Calamus griseus är en enhjärtbladig växtart som beskrevs av John Dransfield. Calamus griseus ingår i släktet Calamus och familjen Arecaceae. Inga underarter finns listade i Catalogue of Life.